# 풀러 신학교

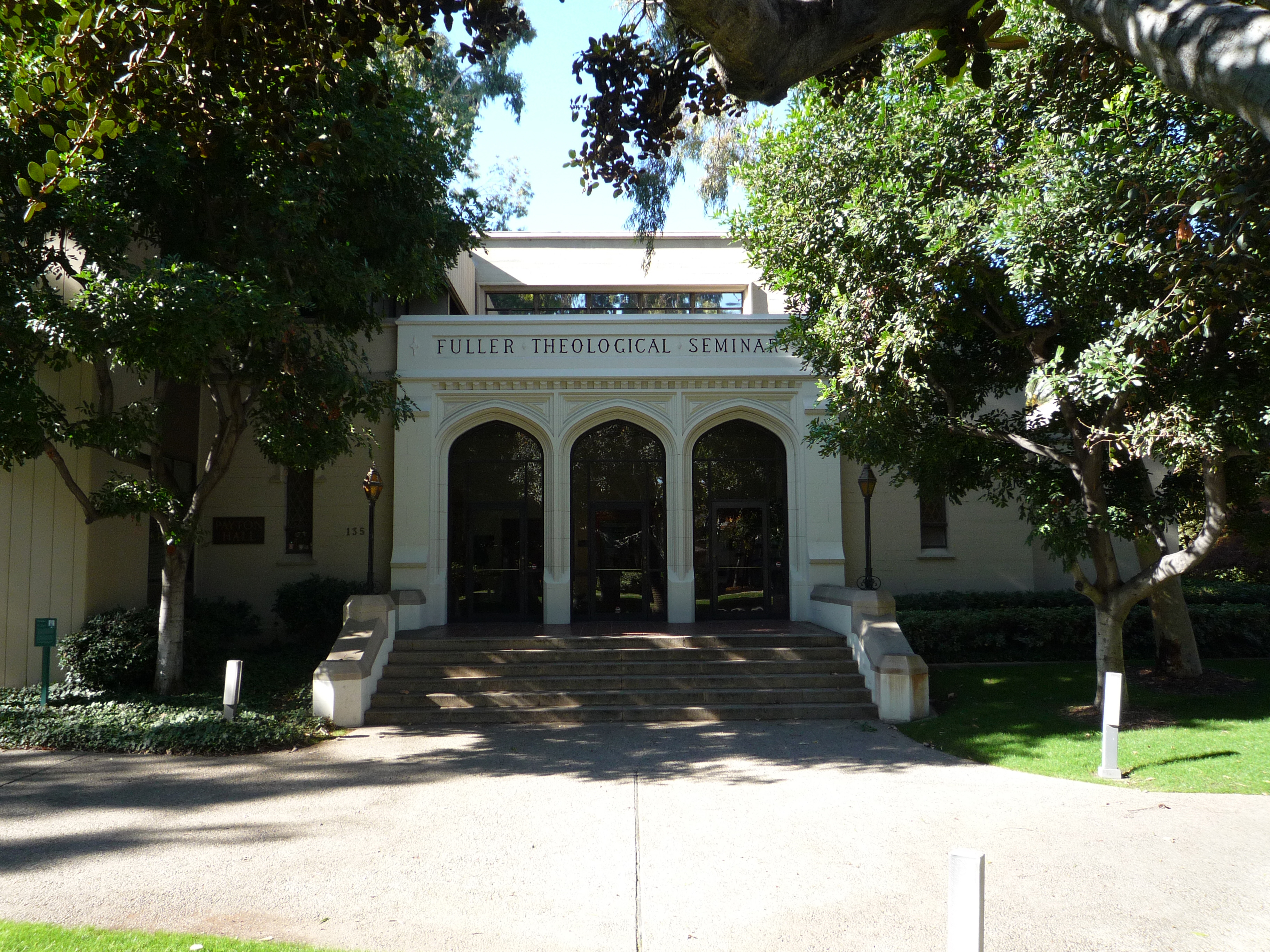
페이튼 홀에서 패서디나 캠퍼스

풀러 신학교  (Fuller Theological Seminary)은 미국 캘리포니아주 패서디나에 있는 초교파 기독교 신학교이다. 90개국에서 온 학생들이 2897명 그리고 110개의 교파에 소속된 학생들이 있다 .
1947년 래디오 전도자 찰스 풀러와 파크 스트리트 교회의 신학자 헤롤드 오켄가에 의해서 설립되었다 학교는 근본주의적 분리주리와 반지성주의를 개혁하는 신복음주의의 경향을 가지고 있다."

## 교수진
- 김세윤 (신학자)
- 안건상 (신학자)

## 사회적 이슈들
- 2013년에는 여러 다양한 인종에 대한 차별을 금지하고, 특히 불법체류자에게 시민권을 수여하는 법안을 추진하는 행진을 하였다.
- "Black Lives matter"를 지지하는 성명을 공표하였다.
- 2015년에는 동성애 학생들이 클럽활동을 할 수 있도록 허용하였다.
- 2019년 11월에는 한 학생이 퇴학 명령을 받자, 연방법 타이틀 IX 조항을 학교가 어겼다고 소송을 하였다.  그 조항은 동성애자들에 대한 차별을 하는 대학은 연방으로부터 지원을 받지 못하는 조항이다. 이에 대해 학교 측은 법정에서 맞대응하기로 하였다.[4]